# Diecezja Rochester (rzymskokatolicka)
Diecezja Rochester (łac. Dioecesis Roffensis, ang. Diocese of Rochester) – diecezja Kościoła rzymskokatolickiego w metropolii Nowy Jork w Stanach Zjednoczonych. Swym zasięgiem obejmuje zachodnią część stanu Nowy Jork. 

## Historia
Diecezja została kanonicznie erygowana 3 marca 1868 roku przez papieża Piusa IX. Wyodrębniono ją z diecezji Buffalo. Pierwszym ordynariuszem został nowojorski kapłan Bernard John Joseph McQuaid (1823–1909). 

## Ordynariusze
- Bernard John Joseph McQuaid (1868–1909)
- Thomas Francis Hickey (1909–1928)
- John Francis O'Hern (1929–1933)
- Edward Mooney (1933–1937)
- James Edward Kearney (1937–1966)
- Fulton Sheen (1966–1969)
- Joseph Lloyd Hogan (1969–1978)
- Matthew Clark (1979–2012)
- Salvatore Matano (od 2013)